# Petrence (mértékegység)
A petrence, vagy rudas térfogatmérték; latinul cumulus.

## Története
1723-ból eredeztethető, magyar mérték.
Két ember által két rúdon (petrencés rúd) elvihető, kisebb mezei boglya. A petrence elnevezést a Duna–Tisza közén és a Dunántúlon, a rudast a Tiszántúlon használták.
1 petrence 20-30 villahegy, 80-100 kg.